# Szegénységi küszöb
Szegénységi küszöb (k = poverty line):
Egy jól körülhatárolt sokaság – például egy ország, egy régió, egy társadalmi csoport stb. – megkülönböztetett egyedeinek (pl. háztartásainak, családjainak vagy az ezekhez tartozó személyeknek) anyagi helyzetét mérő változónak (pl. egy főre jutó vagy ekvivalens jövedelem) egy többé-kevésbé szubjektív meggondolásokon alapuló rögzített értéke, amely érték alatt élőket tekintik szegényeknek.
A Központi Statisztikai Hivatal a  jövedelmi felvételek adataiból képzett egy főre jutó évi nettó jövedelem alapján öt olyan értéket választ, amely alatt élőket szegényekként definiálja.
Ezek az alábbi értékek  (kissé leegyszerűsítve:
- k1 = az egy főre jutó jövedelmek eloszlása szerinti alsó népességhuszadban az egy főre jutó évi jövedelem maximuma.
- k2 = az egy főre jutó jövedelmek eloszlása szerinti alsó népességtizedben az egy főre jutó évi jövedelem maximuma.
- k3 = többé-kevésbé hivatalosnak tekinthető szegénységi küszöb, ami megfelel egy adott évi öregségi nyugdíjminimum egy főre jutó értékének.
- k4 = a szubjektív szegénységi küszöb
- k5 = relatív szegénységi küszöb, az egy főre jutó jövedelem mediánjának 60%-a.